# René Thomas (biologiste)
Pour les articles homonymes, voir Thomas et René Thomas.
René Thomas, né le 14 mai 1928 à Ixelles, mort le 9 janvier 2017 à Rixensart, est un biochimiste belge. Les recherches de René Thomas ont porté sur des thèmes variés, de la biochimie de l'ADN et de la biophysique, à la génétique, à la biologie mathématique, ainsi qu'aux systèmes dynamiques. Au-delà de cette variété, il a consacré ses recherches à l'établissement de principes généraux sous-tendant le comportement des systèmes biologiques, en particulier la génération de comportements dynamiques complexes. Professeur et Directeur du Laboratoire de Génétique de l'Université libre de Bruxelles, René Thomas a formé et inspiré plusieurs générations de chercheurs.

## Biographie
René Thomas est né le 14 mai 1928 à Ixelles, en Belgique. Il est le fils cadet du philologue et hispaniste Lucien-Paul Thomas et de Marieke Vandenbergh, avec pour sœur et frère Anny et André Thomas. Il a eu lui-même trois enfants: Isabelle, Pierre et Anne. Il a passé son enfance à La Hulpe, en Belgique. Très jeune, il était déjà fasciné par la biologie et publia son premier article scientifique à l'âge de 13 ans. Il fit ses études secondaires à l'Athenée Royal d'Ixelles (Bruxelles), avant de rejoindre l'Université libre de Bruxelles (ULB).
À l'ULB, René Thomas suivit les cours de Jean Brachet, pionnier dans l'étude des acides nucléiques (ADN and ARN) et de leurs rôles dans l'hérédité et la synthèse des protéines. René Thomas s'initia à la recherche sous la supervision de Jean Brachet et défendit sa thèse de doctorat sur la dénaturation de l'ADN en 1952.
Après deux années consacrées à des séjours postdoctoraux dans les laboratoires d'Harriet Ephrussi (Paris, France, 1953-1954) et d'Alfred Hershey (Cold Spring Harbour, USA, 1957-1958), René Thomas retourna à l'ULB en 1958, où il fut nommé chargé de cours de  Génétique en 1961, puis Directeur du Laboratoire de Génétique (créé à cette occasion) de l'ULB.
Le caractère exceptionnel de la carrière scientifique de René Thomas est attesté par bon nombre d'honneurs, dont le prix Francqui (Belgique) en 1975, le prix quinquennal du Fonds National de la Recherche Scientifique (FNRS, Belgique) en 1985, pour ses découvertes sur l'ADN et la transformation génétique de bactéries par des bactériophages, ainsi que la Grande Médaille de l'Académie des Sciences (France) en 1999. Enfin, il est élu membre de l'Académie royale de Belgique le 4 janvier 1986.
Outre la biologie, René Thomas était passionné par la montagne, les mathématiques, la musique et l'astronomie. Pendant sa jeunesse, Il consacra la majeure partie de son temps libre à l'escalade, en particulier à Freyr (Belgique), ainsi que dans le haut Valais, les Ecrins et les Dolomites. Il était un joueur amateur de hautbois et un admirateur de Joseph Haydn. Plus récemment, il s'intéressa de manière approfondie à la théorie de la musique, en particulier aux tempéraments musicaux. La lecture des écrits de Lewis Carroll sur la logique ont stimulé son intérêt pour les approches formelles.
Au cours de sa carrière scientifique, René Thomas a abordé un large éventail de problèmes, mû par une conviction profonde que la compréhension de phénomènes complexes devait passer par la définition de principes logiques établis à partir de l'étude de phénomènes plus simples.

## Ses recherches et ses découvertes

### Dénaturation de l'ADN
René Thomas découvrit que le spectre d’absorption des rayons UV de l'ADN natif est nettement plus bas que celui calculé à partir des coefficients d'extinction des nucléotides qui le composent,,. Il observa que ce décalage disparaissait à la suite de traitements doux, par exemple un passage dans un milieu de pH plus bas ou plus élevé, un passage à plus haute température, ou encore la diminution des forces ioniques dans un milieu à faible concentration en cations divalents. De tels traitements préservant les liens inter-nucléotidiques qui forment l'ossature de l'ADN, René Thomas conclut que les bases azotées, responsables de l'absorbance UV, établissaient des liens faibles (lien hydrogène ou forces de Van de Waals), contribuant ainsi à la formation d'une structure secondaire labile. La dissociation de cette structure secondaire a été dès lors appelée dénaturation de l'ADN, par analogie avec le processus similaire connu depuis longtemps pour les protéines. En parallèle, la nature et la structure secondaire de l'ADN furent élucidées par Francis Crick, James Watson, Rosalind Franklin et Maurice Wilkins, ce qui conduisit à l'interprétation de la dénaturation de l'ADN comme la séparation des deux brins de la double hélice
Le processus de dénaturation est à la base de nombreuses méthodes d'analyse de l'ADN, le séquençage, le clonage moléculaire, et l'amplification en chaîne par polymérase (PCR), avec de nombreuses applications en recherche fondamentale et appliquée, depuis la thérapie génique jusqu'aux enquêtes judiciaires.

### Contrôle positif de l'expression génique
Les travaux de François Jacob, André Lwoff, Jacques Monod et Elie Wollman avaient démontré l'existence de gènes de régulation contrôlant négativement l'expression d'autres gènes, réprimée par le produit du gène régulateur, une protéine appelée répresseur. Contrairement à la conviction répandue à l'époque que les régulations génétiques étaient toutes négatives, René Thomas démontra l'existence de régulations génétiques positives, c'est-à-dire que les produits de certains gènes peuvent directement activer l'expression de gènes cibles.
Les expériences qui ont permis cette découverte impliquaient des bactéries (Escherichia coli) et des virus spécifiques de ces bactéries, appelés bactériophages ou phages. Certains bactériophages peuvent intégrer leur ADN au sein du chromosome bactérien, où il peut demeurer à l'état latent, dans un état appelé "prophage", au cours du "cycle lysogénique", grâce à la répression de la plupart des gènes viraux par un répresseur synthétisé par le prophage. A cet égard, René Thomas démontra que la réplication du virus est en outre directement bloquée par cette protéine répresseur ("effet Thomas-Bertani”).
René Thomas découvrit également que certains gènes du prophage, bien que régulés négativement par le répresseur, peuvent être activés à la suite de l'infection de la bactérie par un virus similaire (« surinfection »). Cela le conduisit à démontrer que certains gènes de régulation peuvent activer des gènes cibles (« transactivation »), en dépit de la répression exercée par le répresseur.
René Thomas identifia deux régulateurs positifs chez le phage lambda, les produits des gènes N et Q. Il montra en outre que ces régulateurs agissent séquentiellement pour activer l'expression de la plupart des autres gènes de lambda, conduisant à la réplication du phage et à la lyse de la bactérie ("cycle lytique").
Les régulations positives et les cascades de régulation furent bientôt retrouvées au cœur des mécanismes contrôlant la différenciation cellulaire et le développement des organismes multicellulaires, y compris chez l'humain. En parallèle, la mise en évidence de régulations sophistiquées chez le phage lambda conduisit René Thomas à formaliser ces régulations et à développer une analyse logique du comportement des réseaux de régulation, ce qui constitue une seconde contribution majeure à la compréhension des mécanismes de régulation génique.

### Description, analyse et synthèse logiques de réseaux de régulation biologiques
La mise à jour d'un réseau de régulation de complexité croissante contrôlant la décision entre lyse et lysogénie chez le bactériophage lambda conduisit René Thomas à réaliser que la compréhension du comportement du phage sur la base de la seule intuition devenait difficile. À la recherche d'une approche permettant de formaliser ce réseau, il découvrit l'algèbre booléenne et son application à la synthèse et à l'analyse de circuits électroniques. Comme cette algèbre fait intervenir des variables prenant seulement deux valeurs  (0/OFF or 1/ON) et à des opérateurs très simples tels que ET, OU et NON, elle est particulièrement bien adaptée à la formalisation des raisonnements génétiques, par exemple d'affirmations telles que : « ce gène sera allumé (ON) seulement si tel facteur de régulation (activateur) est présent (ON) et tel autre facteur (répresseur) est absent (OFF) ». René Thomas acquit la maîtrise du formalisme booléen en suivant les cours de son collègue Jean Florine à l'Université Libre de Bruxelles.
Stimulés par les travaux de François Jacob et Jacques Monod sur la régulation des gènes chez les bactéries, plusieurs autres théoriciens eurent l'idée d'appliquer l'algèbre booléenne à la modélisation des réseaux génétiques, dont Mitoyosi Sugita et Stuart Kauffman,.
Avec l'aide du physicien Philippe Van Ham, du chimiste Jean Richelle, et du mathématicien El Houssine Snoussi, René Thomas s'intéressa plus particulièrement à la modélisation logique de réseaux de régulation relativement petits (dont celui contrôlant le développement du bactériophage lambda), en utilisant une mise-à-jour asynchrone, plus complexe mais aussi plus réaliste que celle, synchrone, utilisée par la plupart de ses contemporains, en considérant successivement plusieurs raffinements du formalisme logique: introduction de variables multi-valeurs (prenant plus de deux valeurs entières 0, 1, 2, ...), la considération explicite de valeurs seuil, et la définition de paramètres logiques correspondant aux paramètres cinétiques utilisés dans les équations différentielle,,.
Dans sa forme actuelle, l'approche de modélisation logique développée par René Thomas et ses collaborateurs se base sur la définition d'un “ graphe de régulation”, dont les nœuds (sommets) représentent les composants de régulation (protéines ou gènes régulateurs) et les arcs signés (positifs ou négatifs) représentent les interactions régulatrices (activations ou inhibitions). Des règles logiques (ou paramètres logiques) associées à chaque composant  complètent le modèle en spécifiant comment chaque composant est affecté par différentes combinaisons de régulateurs.
Le comportement dynamique du modèle logique est ensuite représenté sous la forme d'un "graphe de transition d'états", où chaque nœud correspond à un état du systèmes (vecteur listant les valeurs des différents composants du réseau), et les arcs représentent les transitions entre états induites par le graphe de régulation et les règles logiques.
Au cours des dernières décennies, cette approche de modélisation logique a été implémentée dans des programmes informatiques efficaces, permettant ainsi la modélisation et l'analyse de modèles de plus en plus complexes. Elle a été appliquées à des réseaux contrôlant différents types de processus biologiques, y compris l'infection et la réplication virale, la différenciation des cellules du système immunitaire, la formation de schémas  au cours du développement d'animaux ou de plantes, le cycle cellulaire, les voies de signalisation moléculaires et différents types de décisions cellulaires.

### Circuits de régulation positifs et négatifs
L'analyse de modèle de réseaux génétiques conduisit René Thomas à réaliser que les "circuits de régulation"  (ou "boucles de rétroaction"), définis comme des chemins circulaires simples dans le réseau de régulation (voir plus haut), jouent des rôles dynamiques cruciaux. Il distingua deux classes de circuits de régulations: les circuits positifs et les circuits négatifs, qui peuvent être associés à des propriétés dynamiques et biologiques spécifiques. D'une part, les circuits positifs, impliquant un nombre pair de régulations négatives (ou aucune) peuvent donner naissance à la coexistence de régimes dynamiques multiples (par exemple à de la multistabilité dans les cas les plus simples). D'autre part, les circuits négatifs, impliquant un nombre impair de régulations négatives, peuvent générer des comportements oscillants ou homéostatiques.
Ensuite, considérant le graphe de régulation associé avec un réseau génique, indépendamment du formalisme de modélisation, logique ou différentiel, René Thomas proposa des règles générales stipulant que (i) la présence d'un circuit positif est une condition nécessaire à la génération d'états stables multiples, et (ii) un circuit négatif est une condition nécessaire pour l'obtention d'oscillations entretenues et robustes. La première de ces règles précise ainsi les conditions permettant la différenciation cellulaire, comprise comme un choix entre plusieurs états stationnaires, comme initialement  proposé par Max Delbruck et amplement confirmé depuis. En d'autres termes, d'après René Thomas, tout modèle de processus de différentiation doit impliquer au moins un circuit positif.
Ces propositions de règles ont inspiré bon nombre de mathématiciens et physiciens, qui les ont traduites en théorèmes dûment démontrés, d'abord en référence à une modélisation par équations différentielles ordinaires, puis en référence à une formalisation logique Booléenne ou multi-valuée,,,. C'est là un des rares cas ou des travaux en biologie ont conduit à la formulation de théorèmes mathématiques généraux, avec des applications diverses et variées.
Les études théoriques de René Thomas sur les propriétés des réseaux de régulation biologiques furent aussi accompagnées de tentatives de synthèse de nouveau circuits génétiques dotés de propriétés spécifiques, en utilisant les méthodes d'analyse génétique de l'époque (fin des années 1980), des gènes du phage lambda et la bactérie E. coli,. Malheureusement, divers problèmes techniques conduisirent à l'abandon de ces tentatives. Il a fallu attendre une vingtaine d'années pour que plusieurs groupes publient quasi simultanément des articles décrivant la synthèse de circuits simples, positifs  (“toggle switch”) et négatifs (“repressillator” ou boucle négative composée d'une séquence de trois inhibitions ou encore une boucle auto-inhibitrice),,.

### De la modélisation logique aux systèmes différentiels
Une fois les propriétés dynamiques de réseaux constitués de circuits imbriqués déchiffrées en termes logiques, il était tentant de revenir à une description plus quantitative en termes d'équations différentielles, en tirant parti de la connaissance acquise sur le comportement qualitatif correspondant. A cet égard, deux articles de René Thomas et Marcelle Kaufman comparent les prédictions logiques et différentielles concernant le nombre et la nature des états stationnaires pour un même graphe de régulation,. Par la suite, des articles par ces mêmes auteurs, et par René Thomas et Pasquale Nardone, montrèrent que l'espace des phases d'un système d'équations différentielles ordinaires peut être divisé en différents domaines en fonction des signes et de la nature réelle ou imaginaire des valeurs propres calculées à partir de la matrice jacobienne du système,. En effet, les circuits de régulation peuvent être formellement définis comme des ensembles d'éléments non nuls de la matrice jacobienne (ou du graphe de régulation correspondant) du système dynamique tels que les indices de colonnes et de lignes forment une permutation circulaire. Le signe d'un circuit est alors défini par le produit des signes des éléments correspondants de la matrice jacobienne. De manière remarquable, la nature des états stationnaires dépend uniquement des termes de la matrice jacobienne qui interviennent dans au moins un circuit, et effectivement seuls ces termes apparaissent dans l'équation caractéristique du système et interviennent donc dans le calcul des valeurs propres.
René Thomas suggéra ensuite qu'un circuit positif et un circuit négatif étaient tous deux nécessaire pour générer un chaos déterministe. Sur cette base, il conçut divers systèmes d'équations différentielles étonnamment simples mais néanmoins à l'origine de comportements chaotiques. Il montra ainsi qu'il est possible d'obtenir une dynamique chaotique spectaculaire ("chaos labyrinthique", forme d'hyper-chaos) avec un système de trois (ou plus) équations différentielles du premier ordre, qui fut analysé ensuite en profondeur par J. C. Sprott et collaborateurs.

### Influences de René Thomas
Dès le début de sa carrière, René Thomas recruta et forma de nombreux et talentueux étudiants en chimie ou biologie. Une fraction importante d'entre eux étaient des femmes, ce qui conduisit un collègue américain à désigner cette  équipe comme sa "belle laboratoire”. Inflexible en ce qui concernait la rigueur scientifique, René Thomas accordait une grande liberté de pensée à ses étudiants, y compris pour le choix des expériences à réaliser et pour la préparation et la signature des publications. Bon nombre d'entre-eux, dont Martine Thilly, Suzanne Mousset, Albert Herzog, Alex Bollen, Christine Dambly, Josiane Szpirer, Ariane Toussaint, Jean-Pierre Lecocq, Jean Richelle et Denis Thieffry, poursuivirent des carrières scientifiques en Belgique et en France, dans le domaine de la génétique moléculaire, en faisant appel à divers organismes modèles, des phages et bactéries aux champignons, de la mouche drosophile au poisson zèbre, jusqu'à la souris et l'homme.
En passant de la biochimie à la génétique des phages, puis de la biologie mathématique aux systèmes dynamiques, René Thomas s'attaqua à des questions théoriques sophistiquées avec une approche expérimentale, troquant les expériences en laboratoire pour des simulations numériques sur ordinateur. Ses contributions dans les différents domaines abordés ont une influence et un impact persistant à l'échelle internationale, en particulier en relation avec le développement de la biologie des systèmes.
Une série de témoignages et d'articles en hommage à René Thomas ont été publiés en 2019 dans une numéro spécial du Journal of Theoretical Biology.